# Nozomi Hiroyama
Nozomi Hiroyama (Prefectura de Chiba, Japó, 6 de maig de 1977) és un exfutbolista japonès.

## Selecció japonesa
Nozomi Hiroyama va disputar 2 partits amb la selecció japonesa.